# Claes Västerteg
Per Claes Västerteg, född 26 oktober 1972 i Södertälje, är en svensk företagare och politiker (centerpartist). Han var ordinarie riksdagsledamot 2002–2010, invald för Västra Götalands läns södra valkrets.
I riksdagen var Västerteg vice ordförande i miljö- och jordbruksutskottet 2006–2010. Han var även suppleant i arbetsmarknadsutskottet, finansutskottet, försvarsutskottet, miljö- och jordbruksutskottet, riksdagens delegation till Interparlamentariska unionen och sammansatta utrikes- och försvarsutskottet.
I december 2009 meddelades att Västerteg avsagt sig omval 2010 av privata skäl.
Västerteg är företagare inom hotell- och konferensbranschen.